# Johnny B. Moore
Pour les articles homonymes, voir Johnny Moore et Moore.
Johnny B. Moore est un chanteur, guitariste de blues américain, né le 24 janvier 1950 à Clarksdale.

## Biographie
Il rencontre Jimmy Reed à Clarksdale à l'âge de 8 ans, et commence à jouer dans son groupe à l'âge de 12 ans.
Il rejoint le Koko Taylor's Blues Machine en 1975. Il jouera longtemps avec elle. Il la quitte pour une carrière solo dans les années 1980 et sort un album solo pour B.L.U.E.S. Hard Times' en 1987 qui révèle son jeu de guitare, fluide et jazzy, souvent impressionnant.

## Discographie
- 1987 Hard Times, B.L.U.E.S.
- 1993 Lonesome Blues « Chicago Blues Session vol.5 » (Delmark)
- 1996 Johnny B. Moore, Delmark, 1996.
- 1996 Live At Blue Chicago (Delmark)
- 1997 Troubled World (Delmark)
- 1997 9:11 Blues (Wolf Record)
- 1999 Acoustic Blue Chicago (Blue Chicago)
- 2001 Born In Clarksdale Mississippi (Wolf Records)
- 2003 Rockin In The Same Old Boat (Delmark)